# 斯坦尼斯拉夫·切尔切索夫
斯坦尼斯拉夫·萨拉莫维奇·切尔切索夫（俄語：Станислав Саламович Черчесов，發音：[stənʲɪˈsɫaf sɐˈɫaməvʲɪt͡ɕ t͡ɕɪrˈt͡ɕesəf]；1963年9月2日—），俄罗斯足球教練和已退役足球运动员，他曾經是蘇聯國家足球隊和俄羅斯國家足球隊的守门员。他目前執教匈牙利球隊費倫斯華路士體育會。
2016年8月，他出任俄羅斯國家足球隊主教練，並且帮助球队杀入2018年世界杯八强。 由於俄羅斯國家足球隊未能從2020年歐洲足球錦標賽的小组赛中出線，他被俄罗斯国家队解僱。 